# Roman Weidenfeller
Roman Weidenfeller (* 6. srpna 1980) je bývalý německý fotbalový brankář a reprezentant, který velkou část své kariéry působil v klubu Borussia Dortmund v německé Bundeslize.

## Klubová kariéra
S fotbalem začínal v týmu Sportfreunde Eisbachtal, v roce 1998 přestoupil do 1. FC Kaiserslautern. Zde působil v mládežnických týmech, za A mužstvo odehrál jen šest zápasů ve dvou sezónách. V roce 2002 přestoupil do Borussie Dortmund, jako částečná náhrada za Jense Lehmanna, který přestupoval do anglického Arsenalu.
V sezóně 2010/11 získal s Borussií bundesligový titul, který následně se spoluhráči obhájil v sezóně 2011/12. V tomto ročníku navíc vyhrál i DFB Pokal, ve finále Dortmund porazil před 75 700 diváky Bayern Mnichov 5:2. Roman se během zápasu zranil a ve 34. minutě musel odstoupit, nahradil ho Australan Mitchell Langerak.
S Dortmundem se představil 25. května 2013 ve Wembley ve finále Ligy mistrů 2012/13 opět proti věčnému rivalovi Bayernu Mnichov, Borussia však nejprestižnější evropský pohár nezískala, podlehla soupeři 1:2. Weidenfeller předvedl několik kvalitních zákroků proti střelám ze střední vzdálenosti, ale nakonec jej překonal ve druhém poločase nejprve Mario Mandžukić (dorážkou do odkryté brány) a poté Arjen Robben (zblízka).
27. července 2013 na začátku sezóny 2013/14 v utkání DFL-Supercupu (německý fotbalový Superpohár) vychytal výhru 4:2 proti Bayernu Mnichov na domácím stadionu Signal Iduna Park, Borussia získala tuto trofej.

## Reprezentační kariéra
V A-mužstvu Německa debutoval v roce 2013.
Trenér Joachim Löw jej vzal na Mistrovství světa 2014 v Brazílii, kde dělal společně s Ronem-Robertem Zielerem náhradníka Manuelu Neuerovi. S týmem získal zlaté medaile.